# یواس‌اس نانساچ (۱۸۱۳)
یواس‌اس نانساچ (۱۸۱۳) (به انگلیسی: USS Nonsuch (1813)) یک کشتی بود که طول آن ۸۶ فوت (۲۶ متر) بود. این کشتی در سال ۱۸۱۲ ساخته شد.